# Élections municipales de 1947 dans les Côtes-du-Nord
Les élections municipales dans les Côtes-du-Nord ont eu lieu les 19 et 26 octobre 1947.

## Maires sortants et maires élus
| Commune              | Population | Maire sortant        | Parti | Parti    | Maire élu                | Parti | Parti    |
| -------------------- | ---------- | -------------------- | ----- | -------- | ------------------------ | ----- | -------- |
| Bégard               | 4 285      | François Clec'h      |       | SFIO     | François Clec'h          |       | SFIO     |
| Bourbriac            | 3 354      | Yves Le Couster      |       | PC       | Yves Derrien             |       |          |
| Callac               | 3 183      | Louis Toupin         |       | Rad.     | Louis Toupin             |       | Rad.     |
| Dinan                | 12 737     | André Aubert         |       | DVD      | André Aubert             |       | DVD      |
| Erquy                | 3 002      | Amédée Guégan        |       | SFIO     | Amédée Guégan            |       | SFIO     |
| Glomel               | 3 142      |                      |       |          |                          |       |          |
| Guingamp             | 9 080      | Pierre Milon         |       | SFIO     | Henri Kerfant            |       | UDSR     |
| Kérity               | 3 177      | Félix Babin          |       |          | Félix Babin              |       |          |
| Lamballe             | 5 646      | Charles Cœuret       |       | SFIO     | Jean Gombault            |       | UDSR     |
| Lannion              | 7 220      | Georges Morand       |       | Rad.soc. | Isidore Le Bourdon       |       | RPF      |
| Louargat             | 2 762      | Louis Lalès          |       | PC       | Yves Nicol               |       | Rad.     |
| Loudéac              | 5 876      | Henri Cordier        |       | CNIP     | Henri Cordier            |       | CNIP     |
| Maël-Carhaix         | 2 617      | Yves Donnio          |       | SFIO     | Yves Donnio              |       | SFIO     |
| Merdrignac           | 2 783      | Arsène Hélo          |       | Rad.soc. | Eugène Lemasson          |       | SFIO     |
| Paimpol              | 2 781      | Aristide Ferlicot    |       | Rad.soc. | Eugène Ferlicot          |       |          |
| Penvénan             | 2 722      | Auguste Fourmand     |       | PC       | Charles Coadou           |       |          |
| Perros-Guirec        | 5 812      | Julien Laforest      |       | SFIO     | Yves Le Jannou           |       | RPF      |
| Plédran              | 2 672      | Yves Redon           |       |          | Yves Redon               |       |          |
| Plémet               | 3 205      | Louis Martin         |       | JR       | Joseph Auffray           |       | DVD      |
| Plénée-Jugon         | 2 741      | Eugène Bagot         |       |          | Eugène Bagot             |       |          |
| Pléneuf              | 3 600      | Alexandre Léveque    |       |          | Guillaume de la Goublaye |       |          |
| Plérin               | 6 370      | Albert Bécherel      |       |          | Albert Bécherel          |       |          |
| Plessala             | 2 597      | Emmanuel Sérinet     |       | SFIO     | Emmanuel Sérinet         |       | SFIO     |
| Plestin-les-Grèves   | 3 221      | François Quesseveur  |       | Rad.     | François Quesseveur      |       | Rad.     |
| Pleubian             | 3 506      | François Marjou      |       | SFIO     | François Marjou          |       | SFIO     |
| Pleudihen            | 2 586      | Mathurin Chevestrier |       | UDSR     | Mathurin Chevestrier     |       | UDSR     |
| Pleumeur-Bodou       | 2 920      | Robert Guillou       |       |          | Armand Lagain            |       | SFIO     |
| Plœuc                | 3 327      | Louis Morel          |       | SFIO     | Louis Morel              |       | SFIO     |
| Ploubazlanec         | 3 618      | Marcel Le Guyader    |       | SFIO     | Marcel Le Guyader        |       | SFIO     |
| Plouézec             | 3 787      | Albert Flouriot      |       | PC       | Albert Flouriot          |       | PC       |
| Ploufragan           | 3 259      | Henri Montfort       |       | SFIO     | Henri Montfort           |       | SFIO     |
| Plouguernével        | 2 624      | Jules Le Men         |       | Rad.soc. | Henri Prigent            |       |          |
| Plouha               | 4 489      | Francois Le Puluard  |       | PC       | Francois Le Puluard      |       | PC       |
| Ploumagoar           | 2 557      | Jean Guillou         |       | SFIO     | Jean Guillou             |       | SFIO     |
| Plounévez-Moëdec     | 2 519      | Yves Le Cam          |       | PC       | Yves Le Cam              |       | PC       |
| Pordic               | 2 854      | Jean Andouard        |       |          | Gabriel Guégan           |       | MRP      |
| Quintin              | 2 768      | Ambroise Chatelain   |       | Rép.ind. | Jean Frottier de Bagneux |       | CNIP     |
| Rostrenen            | 2 534      | Auguste Poulériguen  |       | SFIO     | Charles Ollivrin         |       | Rad.soc. |
| Saint-Brieuc         | 36 674     | Charles Royer        |       | Centr.   | Jean Nicolas             |       | SFIO     |
| Saint-Quay-Portrieux | 4 121      | Roger Caillet        |       | SFIO     | Joannin Ardouin          |       | RPF      |
| Tréguier             | 2 992      | Arsène Étesse        |       | SFIO     | Arsène Étesse            |       | SFIO     |